# 大井川大花火大会
大井川大花火大会（おおいがわだいはなびたいかい）は、静岡県島田市JR東海道本線「大井川鉄橋」と県道島田岡部線「大井川橋」間の河川敷において毎年8月10日に行われる県内でも有数の花火大会である。

## 概要
花火の歴史
天文12年（1543年）、種子島にポルトガル人によって鉄砲と爆薬物とその製法も併せて伝えられた。
軍事用として鉄砲、大筒、狼煙などに活用され、関ヶ原の役や天草の乱が終わった徳川泰平期には観賞花火へと移っていった。
そして慶長5年（1600年）頃、細川幽斎の家臣・稲富の砲術家・伊賀守直家は、細川家を追放され徳川家康に仕えたが、その後、尾州家お預けで尾州家の砲術師範として貢献した。
慶長17年（1612年）、足助八幡社に『扇的打図』という花火に関する偏額に「尾州藩稲留派先生当国住岩神村沢田四郎衛門行年78才」と記し献納されていることから、稲富直家の門人が花火技術を伝えた資料と考えられている。
花火を観た家康
花火を日本で最初に観たのは徳川家康という定説がある、『駿府政事録』には「慶長18年（1613年）8月3日、明国の商人がイギリス人を案内して駿府城に徳川家康を訪ね、家康に城の二の丸で花火を供覧した。」との記述がある。
三代将軍家光も花火が好きだったそうで、諸大名も好んで納涼の催しとして花火を楽しんだ。
尾張、紀州、水戸の親藩、仙台、加賀など雄藩の花火は特に人気があり、江戸市民も夕涼みを兼ね花火見物をした。
花火大会の設立
大井川大花火大会が開催される島田市は静岡県中部、一級河川大井川の中流と下流域に位置し、北は南アルプス、南西は牧之原台地が広がり、大井川東岸の扇頂部にある。
島田市は慶長6年（1601年）東海道の宿駅に指定され宿場町として盛え、街道時代に蓮台や肩車で大井川渡しで賑わった。
一方で、大井川は江戸防衛にと架橋が禁止され、明治12年（1879年）に初めて蓬莱橋が架けられた。
昭和62年（1987年）、大井川と島田市周辺での地域活性化と夏の観光イベントを目指して大井川大花火大会が開催された。
花火の打上場所は、まさに旅人が行き来した大井川のJR東海道本線鉄橋と県道鉄橋の間の河川敷で、左岸の島田会場と右岸の金谷会場で打ち上げられる。
大井川の両岸から同時に花火が打ち上がるので、大井川の島田会場と金谷会場の両河川敷で観賞が可能である。
打上花火が開くと直径が約500mにも達する2尺玉始め、創作花火やスターマインなど8,000発が打上げられ、例年15万人以上の人出がある。
また、島田市は大井川鐵道の始発駅・金谷駅からSL列車が走ることで広く知られている。

## 大会記録
- 第1回 - 昭和62年（1987年）、地域活性化と夏の観光イベントを目指して開催された[5]。
- 第8回 - 平成7年（1995年）、阪神大震災及び金谷町内大火災発生のため中止[1]。
- 第32回 - 令和元年（2019年）、河川増水のため中止[1]。
- 第33回 - 令和2年（2020年）、新型コロナウイルス感染症拡大防止のため中止[1]。
- 第34回 - 令和3年（2021年）、新型コロナウイルス感染症拡大防止のため中止[1]。
- 第35回 - 令和4年（2022年）8月10日、平成30年以来、4年振りの開催、約8,000発[6]。
- 第36回 - 令和5年（2023年）8月10日午後7時15分〜午後8時、約8,000発[1]。

### 打上花火と仕掛花火
打上花火
花火技術は日本は世界一といわれており、とくに打上花火の割物花火の技術が高い。
- 玉皮 - ボール紙や新聞で半球型のお椀状のものを作り、この2個を合わせて一組の球型の玉が出来る[7]。
- 星 - 玉が空中で割れ星が光り散らばる、花火の出来不出来を左右する、日本は一番得意とする部分[7]。一番外側の星から順繰りに燃えながら飛ばし色を変える、星は同心円で粒の大きさを揃える[7]。
- 割薬 - 玉を空中で割り星を飛び散らす役目から、危険を伴う作業なので熟練者だけが作業をする[7]。
- 玉詰め - 片方の玉皮の内面に親導という時限導火線を取付け、玉皮の内側に丁寧に星を並べていく[7]。並べた星の内側に和紙を敷きそこに割薬を入れ、星と割薬で玉皮一杯になったら2個の玉皮を合わせる[7]。玉皮の外側を叩き馴染ませ、玉皮の合わせ目に丈夫なバンド状の紙で糊付け、玉皮が割れないようにする[7]。
- 玉貼り - 玉皮の表面にクラフト紙を貼る、球型の全ての面が均一の強度になるように仕上げる[7]。玉を日陰干しにして乾燥途中でゴロをかける、ゴロとはクラフト紙を密着させるためで完全に乾燥させる[7]。

仕掛花火
代表的なのは枠仕掛で、丸太で組んだ櫓に絵形や文字などを浮だたせる。
- ランス - 鉛筆くらいの太さで長さ10cmの紙筒で、中に紅、緑、黄、青などの和剤を詰める[8]。ランスの片端に速燃性の導火線を付け、各ランスを連結する[8]。ランスは約10cm間隔で割竹や細い木の板に塗り付ける[8]。
- 木枠 - 障子のような2m四方の木枠に、ランスを塗り付けた割竹や細い木の板を釘で打付ける[8]。
- 仕掛花火現場の櫓に、木枠をデザイン通り取付、各枠を一本の速燃導火線で連結する[8]。導火線に点火すると、各枠の導火線が燃え、各ランスに点火して絵や文字が浮かび上がる[8]。ランスは約1分燃え消える、消える間際に打上花火を上げ、見物客の視線を上空に向ける[8]。仕掛に点火する前に雨が降ったら、仕掛け花火は全て点火しなくなる[8]。

電気点火
昭和60年（1985年）に打上花火の点火方法が変わった、それまでは花火師が火種を持ち直接点火していたが、鍵屋が「電気点火器」を開発し、秒単位で細かな遠隔操作による着火が行われるようになった。着火のタイミングや花火の色、形、種類、位置取りなどの組み合わせが、テーマに合わせた演出が可能になった。花火師がコンピュータにプログラムし打上げる方法もあるが、ただし、鍵屋ではいまだに着火するタイミングをボタン式に拘り、花火師が状況を読み取り「絶妙な間」で花火を打上げている。

## 開催内容
- 打ち上げ場所 - 静岡県島田市、JR東海道本線「大井川鉄橋」と県道島田岡部線「大井川橋」間の河川敷[2]
  - 島田会場 - 大井川左岸[2]
  - 金谷会場 - 大井川右岸[2]
- 打ち上げ時間 - 午後7時15分〜午後8時[2]
- 荒天時 - 荒天・河川増水の場合は順延、予備日8月26日（土）[2]

## アクセス
- 島田会場最寄駅
  - JR東海道本線 - 島田駅より徒歩約25分、金谷駅 より徒歩約20分[2]
  - 大井川鐵道 - 新金谷駅より徒歩約10分[2]
- 臨時バス - 無し[2]
- 路線バス - コミュニティバス - 「川根温泉線」川根温泉ホテル行「向島西川越し街道入口」下車徒歩約10分（帰りのバスは無し）[2]
- 自動車
  - 吉田インターチェンジより県道34号経由で約20分[2]
  - 相良牧之原インターチェンジより国道473号経由[2]
  - 島田金谷インターチェンジより約5分[2]
- 駐車場
  - 島田会場 - 緑地公園駐車場、大井川河川敷に臨時駐車場[2]
  - 金谷会場 - 緑地公園駐車場、大井川河川敷に臨時駐車場[2]
- 駐輪場 - 無し[2]

## 関連文献
- 「花火資料館」公益社団法人 日本煙火協会、2023年7月10日閲覧
- 「打揚花火」公益社団法人 日本煙火協会、2023年7月10日閲覧
- 「会員リスト」公益社団法人 日本煙火協会、2023年7月10日閲覧